# Pouilly-les-Nonains
Pouilly-les-Nonains é uma comuna francesa na região administrativa de Auvérnia-Ródano-Alpes, no departamento de Loire. Estende-se por uma área de 10,23 km². Em 2010 a comuna tinha 2 207 habitantes (densidade: 215,7 hab./km²).